# Fédération romande des consommateurs

Logo

Die Fédération romande des consommateurs (FRC) (dt. Westschweizer Konsumentenverband) ist eine Konsumentenschutzorganisation der Westschweiz. Sie wurde 1959 gegründet. Sie besteht aus einem Generalsekretariat, einem ständigen Büro und der Monatszeitschrift FRC Mieux choisir (dt. Besser wählen), die Tests und Verbraucherinformationen veröffentlicht.

## Betrieb
Der Verband ist unabhängig, ohne Zugehörigkeit oder Verbindung mit einer Wirtschafts-, Industrie-, Handels-, Finanz- oder religiösen Gruppe. Er veröffentlicht in seiner Zeitschrift Tests, Produktvergleiche und Umfragen. Er arbeitet in Fragen der Verbraucherpolitik in der Schweiz mit den zuständigen Behörden zusammen. Er kann Konsumenten vor Zivil-, Verwaltungs- und Strafgerichten vertreten, wenn ihre (finanziellen oder anderweitigen) Interessen durch eine öffentliche oder private Massnahme beeinträchtigt sind. Letztlich nutzt er alle möglichen demokratischen Rechte, um die Sache der Konsumenten zu fördern.
International arbeitet der Verband unter dem Dach der Organisation International Consumer Research & Testing in London und des Europäischen Verbraucherverbands in Brüssel unter anderem mit der Stiftung Warentest in Berlin und dem Verein für Konsumenteninformation in Wien zusammen.

## Organisation
Die FRC wird durch einen Vorstand der Präsidenten der Sektionen und der ständigen Kommissionen geführt. Sie verfügt über ein Sekretariat in Lausanne und wird in sechs kantonalen Sektionen unterteilt, die den Kantonen Genf, Vaud, Neuenburg, Wallis, Freiburg und Jura entsprechen. Seit 2008 ist Mathieu Fleury Geschäftsleiter.

## Geschichte
- 1959: Gründung der Commission romande des consommatrices (CRC)
- 1960: Die CRC fordert, dass das Gewicht der Lebensmittel auf den Verpackungen angegeben wird
- 1964: Die Commission wird zur Fédération romande des consommatrices. Die ersten Tests werden durchgeführt
- 1966: Das Magazin J’Achète mieux erscheint zum ersten Mal
- 1967: Der Butterstreik ist der erste Boykottaufruf der FRC. Nach einem Anstieg der Preise für Butter, der vom Bundesrat beschlossen worden war, ruft die FRC zu einem Boykott auf, der im ganzen Land befolgt wird
- 1972: Ein weiterer Boykottaufruf erfolgt für Schinken und Wurst
- 1978: Start einer Initiative für eine teilweise Preisüberwachung, die schließlich im Jahr 1991 eingeführt wird
- 1991: Der Preisüberwacher (frz. «Monsieur Prix») nimmt seine Arbeit auf
- 1996: Die Fédération romande des consommatrices wird zur Fédération romande des consommateurs
- 2007: Die Statuten des Verbandes werden überarbeitet und J’Achète mieux wird zum FRC Magazine
- 2009: Der Verband schafft in diesem Jahr eine Plattform für die Kunden der CS, die zu Opfern des Zusammenbruchs von Lehman Brothers geworden waren. Er erreicht, dass die geschädigten Kleinsparer eine Entschädigung von 50 Millionen Franken erhalten[4]
- 2010: Die FRC und ihre Schwesterverbäne der Deutschschweiz Stiftung für Konsumentenschutz SKS und des Tessins Associazione consumatrici et consumatori della Svizzera italiana ACSI gründen die Allianz der Konsumentenschutz-Organisationen
- 2012: Das FRC Magazine wird zu FRC Mieux choisir.